# Morphodexia palpalis
Morphodexia palpalis là một loài ruồi trong họ Tachinidae.